# Lyle Lovett
Lyle Lovett, właściwie Lyle Pearce Lovett (ur. 1 listopada 1957 roku w regionie Klein, w Harris County (podmiejskie Houston), w stanie Teksas) – amerykański piosenkarz, autor tekstów piosenek, producent muzyczny i aktor. Zdobywca czterech nagród Grammy między innymi w kategorii Best Country Album '97. Aktywny od 1980 roku, nagrał trzynaście albumów i 21 singli.
Przyszedł na świat w rodzinie ewangelickiej jako syn Bernell (z domu Klein) i Williama Pearce'a Lovetta. Po ukończeniu szkoły średniej Klein High School, uczęszczał do Texas A & M przy College Station, gdzie studiował język niemiecki i dziennikarstwo.
Był żonaty z Julią Roberts (od 25 czerwca 1993 do 22 marca 1995). Spotykał się z Ashley Judd i April Kimble (2006).

## Dyskografia

### albumy
- Lyle Lovett (1986)
- Pontiac (Styczeń 1988)
- Lyle Lovett and His Large Band (Styczeń 1989)
- Joshua Judges Ruth (Marzec 1992)
- I Love Everybody (Wrzesień 1994)
- The Road to Ensenada (Czerwiec 1996)
- Step Inside This House (Wrzesień 1998)
- Live in Texas (Czerwiec 1999)
- Dr. T & the Women Soundtrack (Październik 2000)
- Anthology, Vol. 1: Cowboy Man (Październik 2001)
- Smile (Luty 2003)
- My Baby Don't Tolerate (Wrzesień 2003)
- It's Not Big It's Large (Kwiecień 2007)
- Realease me (Luty 2012)

### single
- 1986: „Farther Down the Line”
- 1986: „Cowboy Man”
- 1987: „God Will”
- 1987: „Why I Don't Know”
- 1987: „Give Back My Heart”
- 1988: „She's No Lady”
- 1988: „I Loved You Yesterday”
- 1988: „If I Had a Boat”
- 1988: „I Married Her Because She Looked Like You”
- 1989: „Stand by Your Man”
- 1989: „Nobody Knows Me”
- 1989: „If I Were the Man You Wanted”
- 1991: „You Can't Resist It”
- 1992: „You've Been So Good Up to Now”
- 1996: „Don't Touch My Hat”
- 1997: „Private Conversation”
- 2000: „San Antonio Girl”
- 2003: „My Baby Don't Tolerate”
- 2004: „In My Own Mind”
- 2007: „South Texas Girl”
- 2008: „No Big Deal”

## Filmografia
- 1999: Kto zabił ciotkę Cookie? (Cookie's Fortune) jako Manny Hood
- 1998: Wojna płci (The Opposite of Sex) jako Kyle
- 1994: Prêt-à-Porter jako Clint Lammeraux
- 1993: Na skróty (Short Cuts) jako Andy Bitkower
- 1992: Gracz (The Player) jako detektyw DeLongpre